# Dommartin (Doubs)
Dommartin è un comune francese di 588 abitanti situato nel dipartimento del Doubs nella regione della Borgogna-Franca Contea.

## Società

### Evoluzione demografica
Abitanti censiti